# David Lichtenstein
David Lichtenstein, rodným jménem David Hoyt Lichtenstein, rovněž známý jako David Laredo (* 9. října 1954), je americký zpěvák, kytarista, bubeník a zvukový inženýr.

## Život
Je synem popartového výtvarníka Roye Lichtensteina a jeho první manželky Isabel (jeho mladším bratrem je herec a režisér Mitchell Lichtenstein). Hudbě se začal věnovat již během studií v Princetonu ve státě New Jersey, kde s rodinou žil. Na bicí začal hrát v páté třídě a v sedmé založil svou první skupinu. Brzy poté začal hrát také na kytaru. Později začal pracovat v různých nahrávacích studiích v New Yorku a nakonec se koncem sedmdesátých let usadil ve Skyline Studios. Právě zde se setkal s velšským hudebníkem a skladatelem Johnem Calem. Ten zde nahrával album Music for a New Society (1982) a Lichtenstein s Calem brzy začal spolupracovat jako bubeník. Později hrál ještě na jeho albu Caribbean Sunset (1984) a doprovázel jej rovněž při koncertech. Po ukončení jejich spolupráce začal Lichtenstein hrát s kapelou Cowboy Mouth. Skupina v roce 1986 vydala album nazvané Cowboys and Indians. Během své kariéry pracoval jako zvukový inženýr s mnoha dalšími hudebníky, mezi které patří například Alan Vega, Chris Spedding nebo skupina The Fleshtones.